# Huta Poręby
Huta Poręby – wieś w Polsce położona w województwie podkarpackim, w powiecie brzozowskim, w gminie Nozdrzec.
| SIMC    | Nazwa    | Rodzaj    |
| ------- | -------- | --------- |
| 0357707 | Jasionów | część wsi |

W latach 1975–1998 miejscowość administracyjnie należała do województwa krośnieńskiego.

## Historia
Osada Poręby z przysiółkiem Jasionów powstała w 1735 roku. W XVIII wieku powstała tutaj huta szkła. Zatrudnieni w niej robotnicy zamieszkali w jednym z przysiółków Poręb. Tę nowo powstałą osadę zaczęto nazywać Huta lub Zahuty. W połowie XIX wieku właścicielami posiadłości tabularnej Poręby z Hutami byli spadkobiercy hr. Starzeńskiego. W spisie miejscowości z XIX wieku wymienione są Poręby z przysiółkami Jasionowem i Hutą. Mieszkało tu 930 osób, w tym 820 grekokatolików. Większość mieszkańców wysiedlono w 1945 na Ukrainę.
Z połączenia tych trzech osiedli po roku 1945 powstała obecna miejscowość Huta Poręby. Według miejscowej tradycji uważa się, że mieszkańcy tej wsi są potomkami Anglików, którzy tu zostali sprowadzeni do pracy w hucie szkła.
W latach 1960–69 wybudowano szkołę „Tysiąclatkę”, a w 2001 r. nowy kościół pw. Dobrego Pasterza, którego konsekracji w dniu 18.11.2001 r. dokonał ks. arcybiskup Józef Michalik metropolita przemyski. Huta Poręby wraz z Dąbrówką Starzeńską należy do parafii Najświętszej Maryi Panny Królowej Polski w Siedliskach w dekanacie Dynów.